# Single Video Theory
A Single Video Theory egy zenés dokumentumfilm, melyet Mark Pellington rendezett, és a Pearl Jam ötödik stúdióalbumának, a Yieldnek a felvételi munkálatait rögzíti.

## Áttekintés
A filmet 1997 novemberében 3 nap alatt forgatták, és 16 mm-es filmszalagon rögzítették. A DVD-n találhatók kulisszák mögötti jelenetek a próbákról és a felvételekről, melyek Seattle belvárosában folytak, valamint interjúk a bandatagokkal. A "single video theory" kifejezés egy szójáték, amely a "single bullet theory"-ra, a John F. Kennedy meggyilkolásával kapcsolatos elmélet elnevezésére hajaz.

## Számok
- "All Those Yesterdays"
- "Faithfull"
- "Brain of J."
- "Given to Fly"
- "No Way"
- "MFC"
- "Wishlist"
- "In Hiding"
- "Low Light"
- "Do the Evolution"

## Listás helyezések
| Év   | Lista               | Helyezés |
| ---- | ------------------- | -------- |
| 1998 | US Top Music Videos | 2.       |

## Alkotók
- Jeff Ament
- Stone Gossard
- Jack Irons
- Mike McCready
- Eddie Vedder
- Rendezte: Mark Pellington
- Producerek: Kelly Curtis, Cameron Crowe, Tom Gorai és Bill Roare
- Közreműködő producerek: Ellen Dux, Adam Schwartz és Lisa Stewart
- A dalokat mixelte: Brendan O'Brien
- Szerkesztette: Adam Schwartz